# Tadeusz Molenda (leśnik)

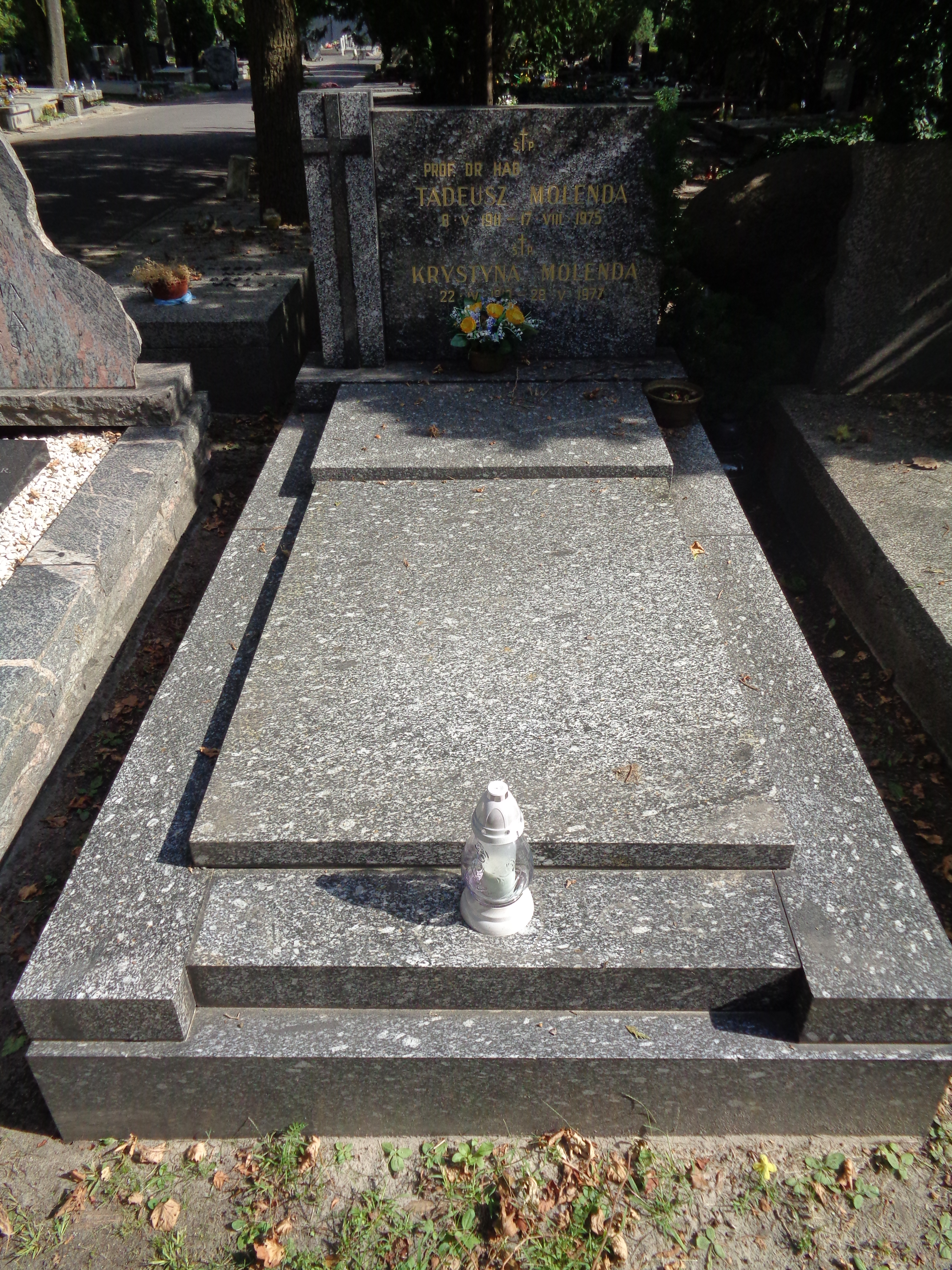
Grób prof. Tadeusza Molendy na Cmentarzu Wojskowym na Powązkach

Tadeusz Molenda (ur. 8 maja 1911 w Grodźcu, zm. 17 sierpnia 1975 w Warszawie) – polski leśnik, nauczyciel akademicki i polityk. Twórca szkoły prognozowania gospodarki leśnej. Pierwszy rektor Wyższej Szkoły Rolniczej w Poznaniu (1951–1954). Wiceminister leśnictwa i przemysłu drzewnego (1961–1969).

## Życiorys

### Okres przedwojenny (1911-1939)
Urodził się 8 maja 1911 w Grodźcu koło Będzina w robotniczej rodzinie Piotra i Balbiny z Jaworskich. Po maturze w Jędrzejowie studiował leśnictwo na Uniwersytecie Poznańskim (1929–1933). Zdobył dyplom inżyniera leśnictwa. Następnie był zatrudniony na stanowisku starszego asystenta w Katedrze Dendrometrii (do 1937). W 1936 został doktorem na podstawie pracy pt. Dendrometryczna analiza drzewostanu sosnowego w świetle badań statystycznych. W latach 1938–1939 był radcą ekonomicznym w Naczelnej Dyrekcji Lasów Państwowych w Warszawie.

### Okupacja (1939–1945)
Pracował jako robotnik drogowy w Jędrzejowie, jako sekretarz w Nadleśnictwie Moskarzów oraz jako nadleśniczy w lasach prywatnych Chlewska Wola na Kielecczyźnie (od 1941). W czasie wojny brał udział w tajnym nauczaniu.

### Polska Ludowa (1945–1975)
W latach 1945–1947 był nadleśniczym w Leszycach koło Bydgoszczy. Na podstawie rozprawy pt. Polityka gospodarcza lasów państwowych w dziedzinie produkcji surowca drzewnego habilitował się z zakresu ekonomiki i polityki leśnej na Uniwersytecie Poznańskim (1946). Do końca 1946 jako zastępca profesora kierował Katedrą Ekonomiki i Polityki Leśnej UP. Od 1947 był zatrudniony w Dyrekcji Lasów Państwowych w Poznaniu na stanowisku kierownika oddziału planowania. W 1950 nadano mu tytuł profesora nadzwyczajnego. Następnie był dziekanem Wydziału Leśnego UP (1950–1951). Jako jeden z głównych organizatorów WSR w Poznaniu został jej pierwszym rektorem (1951–1954). Rozbudowywał uczelnię, tworzył nowe wydziały i oddziały oraz utworzył ośrodek doświadczalnictwa leśnego w Siemianicach koło Kępna. Ponownie objął funkcję dziekana, tym razem Wydziału Leśnego WSR (1956–1960), będąc równocześnie kierownikiem Katedry Ekonomiki Leśnictwa (do 1963). W czerwcu 1961 został powołany na wiceministra leśnictwa i przemysłu drzewnego, którym pozostał do 1969. Jednocześnie kierował Pracownią Badań Ekonomicznych PAN w Warszawie. Od stycznia 1972 do maja 1974 zajmował stanowisko wicedyrektora Instytutu Badawczego Leśnictwa, a później Zakładu Prognoz w tymże Instytucie.
Od 1945 do 1946 był członkiem Wydziału Ekonomicznego Wojewódzkiego Komitetu Polskiej Partii Socjalistycznej. W 1948 wstąpił do Polskiej Zjednoczonej Partii Robotniczej. Od 1948 do 1949 był II sekretarzem Komitetu Uczelnianego PZPR, następnie także członkiem egzekutywy POP na Uniwersytecie Poznańskim oraz w WSR.
Został odznaczony Krzyżem Komandorskim Orderu Odrodzenia Polski oraz Złotym Krzyżem Zasługi (1951).
Zmarł 17 sierpnia 1975 w Warszawie. Został pochowany na Cmentarzu Wojskowym na Powązkach w Warszawie (kwatera A37-4-2).

## Publikacje
Opublikował ponad 100 prac i artykułów naukowych oraz kilka podręczników akademickich.

## Życie prywatne
W 1934 ożenił się z Krystyną Wajdą (1919–1977). Miał trzy córki: Ewę, Magdalenę i Katarzynę.